# 卢馨
卢馨（1963年—），台湾台南人，汉族，中华人民共和国政治人物、第十二届全国人民代表大会广东地区代表。

## 生平
毕业于东北财经大学经济学专业。加入台湾民主自治同盟。任台盟省委会副主委，暨南大学管理学院会计系教授。2013年，担任全国人大代表。2018年，连任全国人大代表。